# Lixi (köpinghuvudort i Kina, Hubei Sheng, lat 31,27, long 111,98)
Lixi (kinesiska: 栗溪, 栗溪镇) är en köpinghuvudort i Kina. Den ligger i provinsen Hubei, i den centrala delen av landet, omkring 230 kilometer väster om provinshuvudstaden Wuhan. Antalet invånare är 17 779. Befolkningen består av 8 210 kvinnor och 9 569 män. Barn under 15 år utgör 9,0 %, vuxna 15-64 år 80 %, och äldre över 65 år 10,0 %.
Runt Lixi är det tätbefolkat, med 343 invånare per kvadratkilometer. Närmaste större samhälle är Donggong, 15,6 km väster om Lixi. I omgivningarna runt Lixi växer i huvudsak blandskog.
Genomsnittlig årsnederbörd är 1 149 millimeter. Den regnigaste månaden är augusti, med i genomsnitt 194 mm nederbörd, och den torraste är december, med 19 mm nederbörd.